# صهيونية جديدة
ظاهرة الصهاينة الجدد (بالإنجليزية:Neo-Zionism) ، هي حركة صهيونية ظهرت بعد حرب يونيو سنة 1967 ، في فلسطين المحتلة ، ويهدف الصهاينة الجدد لاحتلال غزة والضفة الغربية ، والصهاينة الجدد أقسموا على الولاء للصهيونية ، وهم ينتمون لليمين المتطرف.